# Преман, Эдгард Юганович
Эдгард (Эдгар) Юганович Преман (1910 — 22 июля 1937, СССР) — советский лётчик-испытатель, старший лейтенант.

## Биография
Родился в 1910 году. С 1930-х годов — летчик-испытатель НИИ ВВС СССР. В 1935—1936 годах вместе с В. К. Коккинаки, В. А. Степанчонком, С. П. Супруном и В. Н. Евсеевым входил в состав пилотажной группы «Красная пятёрка».
Участвовал в государственных испытаниях самолётов И-15 (1935 год), ДИ-6 М-25 (1936 год). На И-15 буксировал планер Г-9 с П. М. Стефановским, который установил 12 марта 1936 года рекорд высоты — 10360 метров.
Погиб 22 июля 1937 года при выполнении испытательного полета на истребителе «7211» конструкции А. А. Боровкова и И. Ф. Флорова перед перегонкой его с авиазавода в подмосковный город Щелково. Виновными определили директора авиазавода № 21 Мирошникова и главного конструктора запорожского моторного завода № 29 Назарова, которые были арестованы.
Был похоронен на территории НИИ с воинскими почестями. За испытания новой техники он был награждён орденом Ленина.